# Siège de Sainte-Anne (1674)
Guerre de Hollande
Batailles
- Groenlo (06-1672)
- Solebay (06-1672)
- Coevorden (06-1672)
- Nimègue(07-1672)
- Groningue (07-1672)
- Saint-Lothain (02-1673)
- Schooneveld (1re) (06-1673)
- Maastricht (06-1673)
- Schooneveld (2de) (06-1673)
- Texel (08-1673)
- Bonn (11-1673)
- Arcey (01-1674)
- Pesmes (02-1674)
- Gray (02-1674)
- Scey-sur-Saône (03-1674)
- Chariez (03-1674)
- Vesoul (03-1674)
- Arbois (03-1674)
- Orgelet (03-1674)
- Besançon (04-1674)
- Dole (05-1674)
- Sinsheim (06-1674)
- Salins (06-1674)
- Belle-Île (06-1674)
- Lure (07-1674)
- Faucogney (07-1674)
- Sainte-Anne (07-1674)
- Fort-Royal (07-1674)
- Seneffe (08-1674)
- Entzheim (10-1674)
- Mulhouse (12-1674)
- Turckheim (01-1675)
- Stromboli (02-1675)
- Fehrbellin (06-1675)
- Salzbach
- Consarbrück
- Alicudi
- Agosta
- Palerme
- Maastricht
- Philippsburg
- Valenciennes
- Cambrai
- Saint-Omer
- Tobago
- La Peene (Cassel)
- Ypres
- Rheinfelden (07-1678)
- Saint-Denis

Le siège de Sainte-Anne de 1674 est une bataille de la seconde conquête de la Franche-Comté et un siège que subit le château de Saint-Anne, dans le comté de Bourgogne, du 7 au 10 juillet 1674. Ce sera le dernier siège de l'histoire du château ainsi que la toute dernière bataille de la conquête finale de la Franche-Comté par la France.

## Contexte
Durant l'hiver 1673-1674, la menace d'une nouvelle invasion française se précise : Louis XIV attaque la Franche-Comté relevant alors de Charles II, roi d'Espagne, comte-souverain de Bourgogne. Les Français, en très large supériorité numérique, ont pris, durant l'hiver et le printemps, les principales villes du comté de Bourgogne : Pesmes, Saint-Loup, Lons le Saunier, Vesoul, et Gray. Après les prises déterminantes de Besançon et de Salins dès le début de l'été, les jeux sont faits pour les Comtois. Reste les secteurs de Luxeuil et Saint-Claude, qui tombent tout début juillet. La dernière cité comtoise, Faucogney, tombe le 4 juillet. Une partie de ses habitants est d'ailleurs massacrée. Le même jour, le château de Joux, où s'était réfugié le gouverneur du comté, Fransisco d'Alveida, capitule à son tour.
Ne reste que la place forte de Sainte-Anne, commandée par le gendre du célèbre Lacuzon, le capitaine Claude Balland. Officier courageux et déterminé, il s'est illustré avec son beau-père durant les guerres précédentes. Il a été nommé commandant de la place l'année précédente. La place de Sainte Anne était réputée imprenable parce qu’elle n’était accessible que par un étroit passage facile à garder. Lors de la guerre de Dix ans, elle n'avait pas pu être prise et lors de la guerre de Dévolution, elle n'avait capitulé que sur ordre du gouverneur Philippe de la Baume-Saint-Amour.

## Le siège

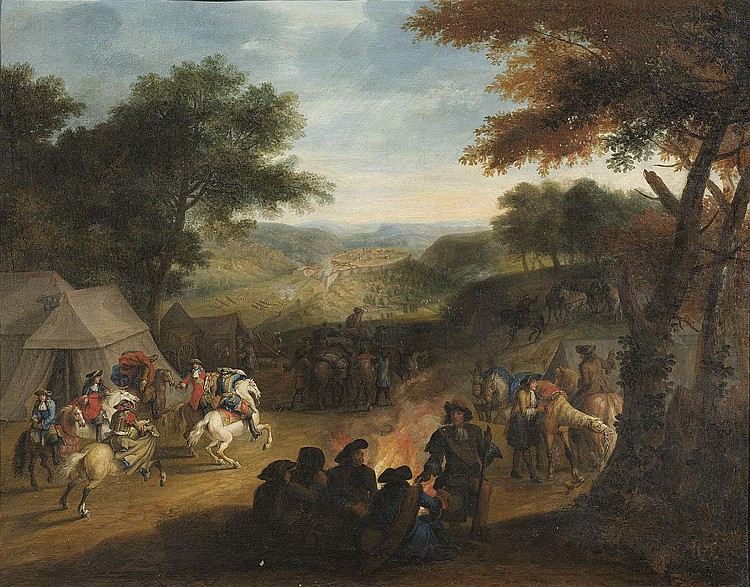
Siège du château de Sainte-Anne en 1674.

Revenant du château de Joux, qui venait de capituler, le duc de Duras se présente le 7 juillet devant le château de Sainte-Anne. Claude Balland n’a sous ses ordres que 63 hommes, dont la majorité sont des paysans des environs. Le bombardement commence le lendemain 8 juillet. Le duc de Duras écrit le même jour à Louvois : Ils font fort bonne mine (les assiégés) et tirent beaucoup pour la quantité de gens qui sont dedans.......Sur ce roc vif il est bien mal aisé de faire de bonnes tranchées….. Nos deux batteries tirent depuis neuf heures du matin.
Les Comtois organisent un système de feux roulants continuel qui se révèlent très efficace. Les Français érigent une haute tour en bois au sommet de laquelle ils installent une de leurs deux puissantes batteries. Le 10 dans la journée, après deux jours de bombardement intensif, une brèche parvient à être faite. En fin de journée, les Comtois, qui ont réussi à maintenir les Français à distance, manquent de munitions. Claude Balland fait tirer un dernier coup de canon symbolique puis, à la tombée de la nuit, les assiégés descendent discrètement par la falaise et réussissent à évacuer la place quasiment sans pertes.

## Conséquences
L'abandon du château de Sainte-Anne sonne le glas de l’indépendance de la Franche-Comté. Les combats s'arrêtent alors dans toute la région. Claude Balland, comme la plupart des officiers comtois, ne reconnaîtra pas la souveraineté française, du moins jusqu'au traité de Nimègue en 1678.
Le siège de Sainte-Anne, comme celui de Faucogney quelques jours plus tôt, revêt une importance symbolique plus que stratégique.